# Sanky Panky 2
Sanky Panky 2, es la secuela de la película dominicana Sanky Panky. En un principio, esta secuela sería estrenada en abril de 2009, pero tras varios conflictos con los actores, el guion cinematográfico y la producción se llevó a cabo hasta mayo de 2013, cuando se confirmó el rodaje. Para esta película se usaron cámaras en UHD y tonos de colores muy vivos y claros. Durante los 7 años que transcurrieron entre la primera y segunda parte, existieron seis guiones totalmente distintos y justamente 8 meses antes de iniciar el rodaje se llegó al guion que conocemos de Sanky Panky 2. Dirigida por José Enrique Pintor, producida por Shandy Cuesta, Fotografía Elías Acosta y montaje Pedro Ángel López Marte 

## Argumento
Genaro (Fausto Mata) es un peculiar empleado del hotel y empleado de Giuseppe (Massimo Borghetti), que en sus tiempos libres juega a conquistar extranjeras agenciándose el título de Sanky Panky. Su novia, La Morena (Alina Vargas), se esfuerza para formalizar su relación y alejar a Genaro de ese mundo. Todo se pondrá de cabeza al llegar al hotel una extraña y poderosa familia italiana. La cadena de enredos se complicará aún más con el regreso de Martha (Zdenka Kalina), la gringa enamorada de Genaro que regresa al país con una sorpresa.

## Reparto
- Fausto Mata - Genaro
- Tony Pascual - Chelo
- Aquiles Correa - Carlitos
- Alina Vargas - La Morena
- Zdenka Kalina - Martha
- Massimo Borghetti - Giuseppe
- Pericles Mejía - Don Benito
- Víctor José Pintor - Tito
- Jaqueline Ventura - Esposa de Don Benito
- Maria del Mar López - Sobrina de Don Benito 1
- Mariela Alliata - Sobrina de Don Benito 2
- Verónica López - Mamma Mía
- Alfonso Alemán "EI Guitarreño" - Freddy
- Franklin Romero Jr. - Recepcionista 1

## Taquilla
Sanky Panky 2 estableció nuevo récord en su día de apertura con más de 19 mil personas, superando las entradas de Sanky Panky 1, hay que resaltar que no aplicó en ofertas como 2x1, ni descuentos. Asimismo estableció un nuevo récord en Caribbean Cinemas de Colinas Mall, donde, de 8 salas que tiene el cine se habilitaron 7, entrando más de 2,500 personas, siendo este cine el número 1 el día de estreno. Cines como Megaplex, Cinemacentro Cibao, Cinemacentro Malecón, Colinas, Bávaro y Hollywood Plaza en La Romana tuvieron que abrir salas adicionales. Es la primera película que abre simultáneamente en cines de Puerto Rico.
Caribbean Films Distribution y Premium Latin Films informaron de manera formal a los medios de comunicación que durante el pasado fin de semana Sanky Panky 2 logró movilizar un poco más de 93 mil personas, incluyendo el pasado lunes 4 de noviembre que era un día festivo.
Las cadenas de cine del país habilitaron salas y tandas adicionales durante el fin de semana, para poder cubrir la demanda de público. De hecho, Sanky Panky 2 estableció 2 récords de asistencia por día en los cines Bávaro at San Juan Shopping Center (1,385 personas) y Caribbean Cinemas de Colinas Mall, en Santiago (3,243 personas), ambos resultados del pasado domingo 3 de noviembre. En el caso de Colinas Mall, con la totalidad de todas sus salas (8) solo para la película. Los resultados en la Isla del Encanto fueron de igual manera favorables.
Estableció un nuevo récord en su día de estreno. También, estableció un nuevo récord de asistencia para los primeros cuatro días de exhibición, según establece un comunicado de prensa.
Se trata de la primera película que abre simultáneamente en cines de Puerto Rico y República Dominicana, donde estrenó con otras películas estadounidenses como Ender’s Game, Free Birds y Last Vegas. Sanky Panky se mantuvo como número uno en los 29 cines donde fue exhibida, desplazando de la primera posición a la película Gravity.
Hay que destacar que la interpretación de Fausto Mata en esta película no fue de las mejores atribuyendo eso a la falta de asistencia a los ensayos, a su falta de preparación para el papel del personaje, llegando la producción a tener que citarlo de forma legal para que cumpliese con sus compromisos contractuales de esa película.
Para el 31 de diciembre de 2013 en República Dominicana, la película recaudó un total de RD$ 42,169,412 millones de pesos, mientras que en Puerto Rico, la película recaudó un total de 1,350,000 dólares equivalentes a RD$ 57,750,000 millones de pesos dominicanos, para un total en recaudación oficial de RD$ 99,919,412 millones de pesos. A pesar de que también la película se proyectó en salas de cine en países como: Aruba, San Croix, San Thomas, y Venezuela, no se han hecho públicos los datos oficiales de recaudación en estos territorios.

## Soundtrack
Volviendo a las manos del director musical Pachy Carrasco, este soundtrack viene con canciones de:
- Wason Brazobán
- Milly Quezada
- Eddy Herrera
- Elvis Martínez